# Намтэрён (станция метро)
«Намтэрён» (кор. 남태령역) — подземная станция Сеульского метро на Четвёртой линии; крайняя южная станция на данной линии обслуживаемая Сеул Метро. Она представлена одной островной платформой. Станция обслуживается транспортной корпорацией Сеул Метро. Расположена в квартале Банбэ-дон (адресː 2909 Bangbae 2-dong) района Сочхогу города Сеул (Республика Корея). На станции установлены платформенные раздвижные двери.
Станция была открыта 1 апреля 1994 года.